# 小山智士
小山 智士（こやま ともじ、1925年 - ）は、日本の農業官僚、農業経済学者。
広島県尾道市生まれ。1947年東京農業大学卒。1948年農林省入省、1972年農政調査委員会国内調査部長、85年理事。1987年「現代農業・農村の高齢化問題に関する政策的研究」で東京農業大学農学博士。

## 著書
- 『ルポ・混住列島をゆく 地域社会調和への道』家の光協会 1982
- 『農山村のシルバーパワー 90年代への潮流』農林統計協会 農林統計叢書 1986
- 『新日本型食生活へのアプローチ 女性たちの感性から見た食品イメージ』食生活研究会 1987

### 共編著
- 『図説・日本農業のすべて』山路健共著 家の光協会 1969
- 『農林統計の見方・使い方』関英二共編著 家の光協会 1970
- 『図説・日本の農業』山路健共著 家の光協会 1972
- 『図説・世界の食料』山路健共著 家の光協会 1974
- 『農林統計の見方・使い方 新版』満永正昭共編 家の光協会 1979
- 『21世紀を創る農業・農村 アグリ・リサーチ』編著 家の光協会 1986
- 『日本ふるさと列島 広がる都市・農山漁村交流の輪』編著 学習研究社 1986
- 『祭りだワッショイ 面白まじめのむらづくり』木村尚三郎共著 日本経済評論社 1986